# ساوت سن خوزه هیلز (کالیفرنیا)
ساوت سن خوزه هیلز (به انگلیسی: South San Jose Hills) یک منطقهٔ مسکونی در ایالات متحده آمریکا است که در شهرستان لس آنجلس، کالیفرنیا واقع شده‌است. ساوت سن خوزه هیلز ۳٫۹۰۵ کیلومتر مربع مساحت و ۲۰٬۵۵۱ نفر جمعیت دارد و ۱۲۷ متر بالاتر از سطح دریا واقع شده‌است.